# Coccinella undecimpunctata
Coccinella undecimpunctata là một loài bọ đặc hữu ở Cựu Thế giới. Chúng đã được du nhập vào Úc and New Zealand để làm tác nhân kiểm soát sinh vật.

## Hình ảnh

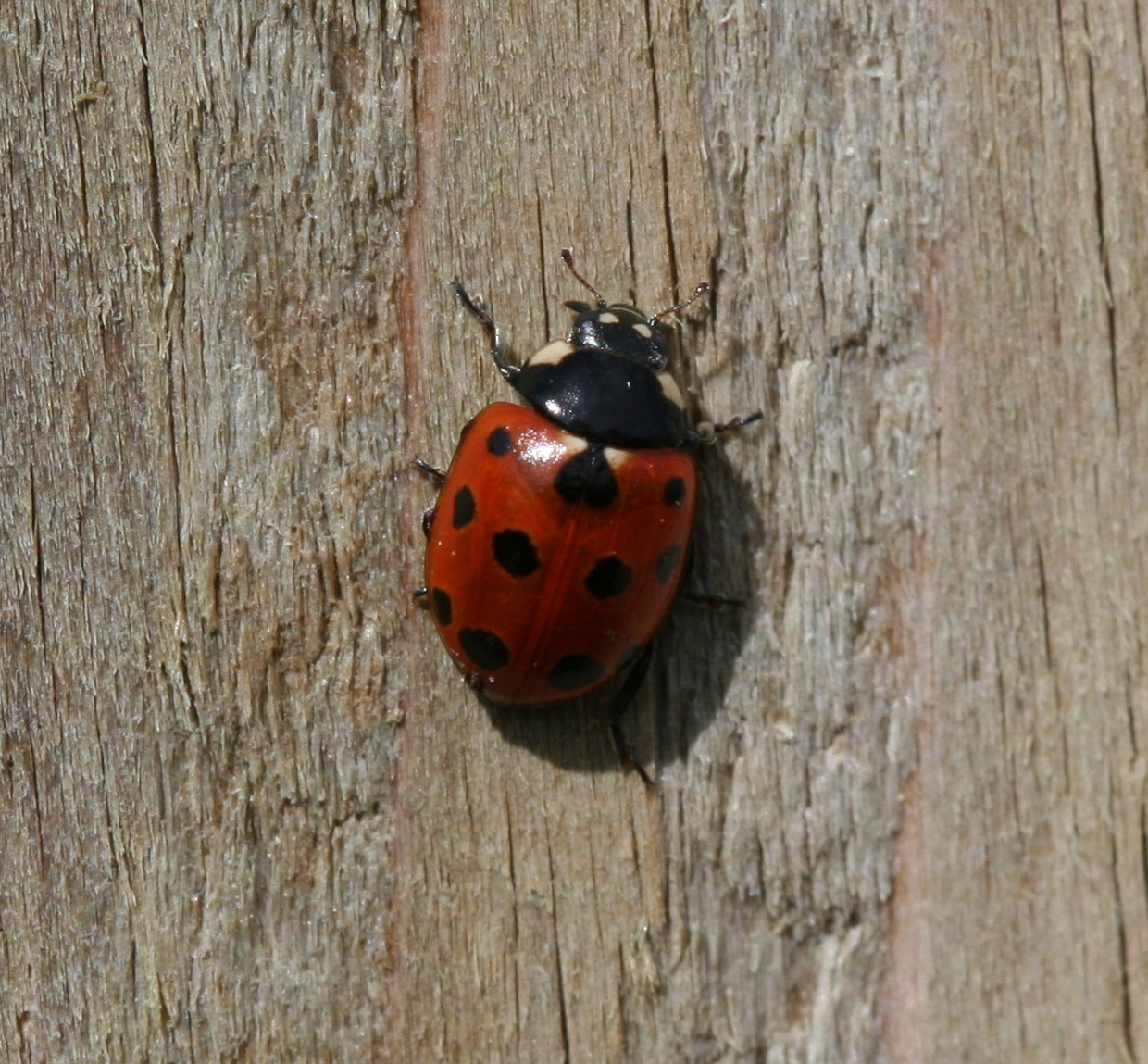
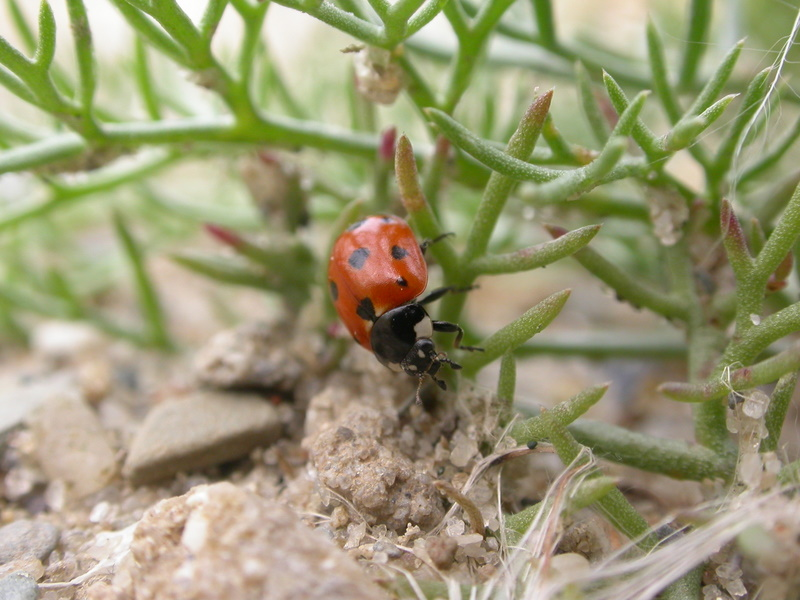
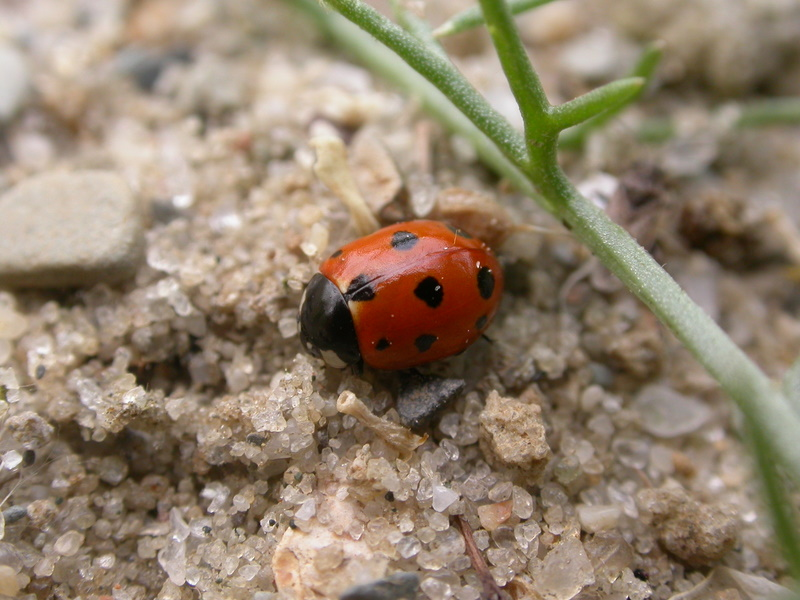
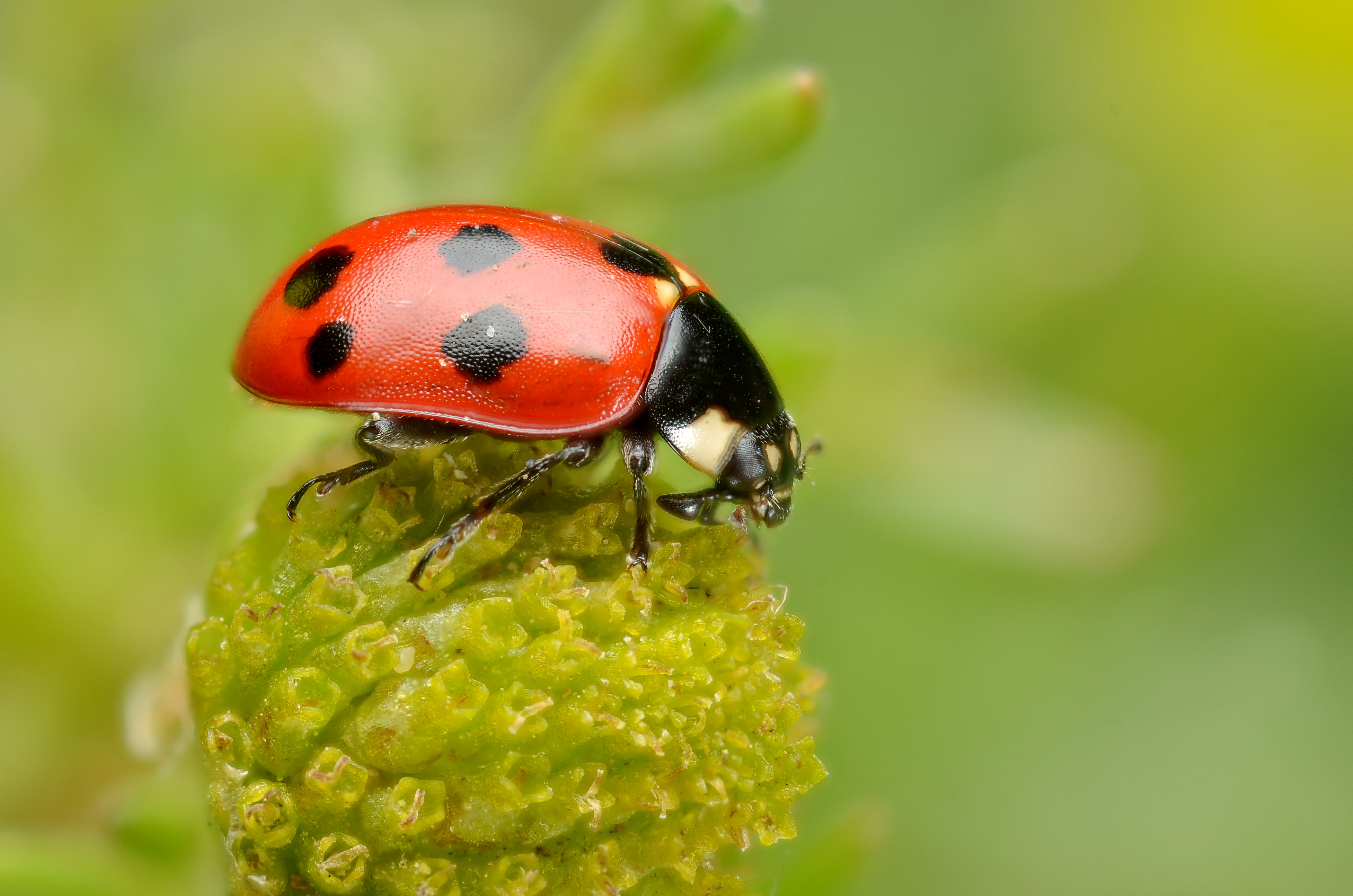